# Beginning of the End (film)
Beginning of the End è un film del 1957 diretto da Bert I. Gordon ed interpretato da Peter Graves, Peggie Castle e Morris Ankrum. 
Il film è generalmente noto per i suoi "atroci" effetti speciali, «eppure ―scrive il recensore Bill Warren― c'è qualcosa di quasi avvincentemente guardabile in questo piccolo film sciocco».

## Trama
Una notte, mentre stanno indagando su un'auto trovata parzialmente distrutta sulla strada per Ludlow, Illinois la polizia scopre con orrore che la cittadina è stata completamente distrutta.
Il giorno seguente, mentre è in viaggio verso la base aerea di Chennault, la fotoreporter Audrey Aimes si imbatte accidentalmente in un posto di blocco dell'esercito. In cerca di spiegazioni la donna si reca a Paxton, dove l'esercito ha un quartier generale, e qui apprende che la piccola città è stata inspiegabilmente distrutta e che tutti i suoi 150 abitanti sono scomparsi apparentemente nel nulla. Convinta che una possibile spiegazione dell'accaduto si celi dietro i pericoli dell'energia atomica, la donna si reca in una vicina fattoria sperimentale del Dipartimento dell'Agricoltura degli Stati Uniti. Lì incontra il dottor Ed Wainwright, che sta sperimentando le radiazioni come mezzo per rendere i frutti e le verdure giganteschi allo scopo di porre fine alla fame nel mondo. 
Dopo aver visitato le rovine di Ludlow ed aver appreso che alcuni mesi prima un magazzino era stato distrutto misteriosamente, Audrey si fa condurre dal dottor Wainwright sul luogo ove sorgeva il magazzino adibito a silos per il grano. Qui Frank Johnson, l'assistente sordomuto di Wainwright, viene attaccato ed ucciso da una locusta gigante. Lo scienziato realizza che alcune locuste devono essersi cibate dei frutti radioattivi da lui creati e ciò ha causato in loro una mutazione facendole diventare gigantesche. Audrey e Wainwright informano della cosa il colonnello Tom Sturgeon, il quale, pur non credendo molto alle loro parole, decide di recarsi sul posto con una pattuglia per indagare. La pattuglia viene attaccata da alcune locuste e il colonnello Sturgeon è così costretto a ricredersi.
Poiché le mitragliatrici e il fuoco di artiglieria sembrano inefficaci contro le locuste e vedendo che Sturgeon è intenzionato a servirsi di tutti i suoi uomini e dei loro armamenti per combattere gli insetti senza chiedere aiuti esterni, Wainwright decide di partire per Washington per chiedere l'aiuto dell'esercito.
Inizialmente il generale Short non intende fornire ulteriori aiuti certo che la Guardia Nazionale dell'Illinois sia in grado di affrontare la minaccia, ma appreso che le locuste hanno sfondato le linee di difesa e devastato migliaia di pascoli cede alle richieste di Wainwright di inviare più truppe. Nonostante ciò, le gigantesche locuste presuguono la loro marcia di distruzione fino a raggiungere la città di Chicago. 
Il generale Hanson conclude che l'unico modo per distruggere le locuste in massa è quello di far sganciare una bomba atomica sopra Chicago. Nel tentativo di impedire ciò, Wainwright cerca di creare un richiamo per attirare le locuste nel lago Michigan e farle annegare. Dopo aver catturato una locusta e averla usata come cavia per il richiamo, Wainwright riuscirà nel suo intento proprio poco prima che un B-52 sganci la bomba sulla città.

## Produzione

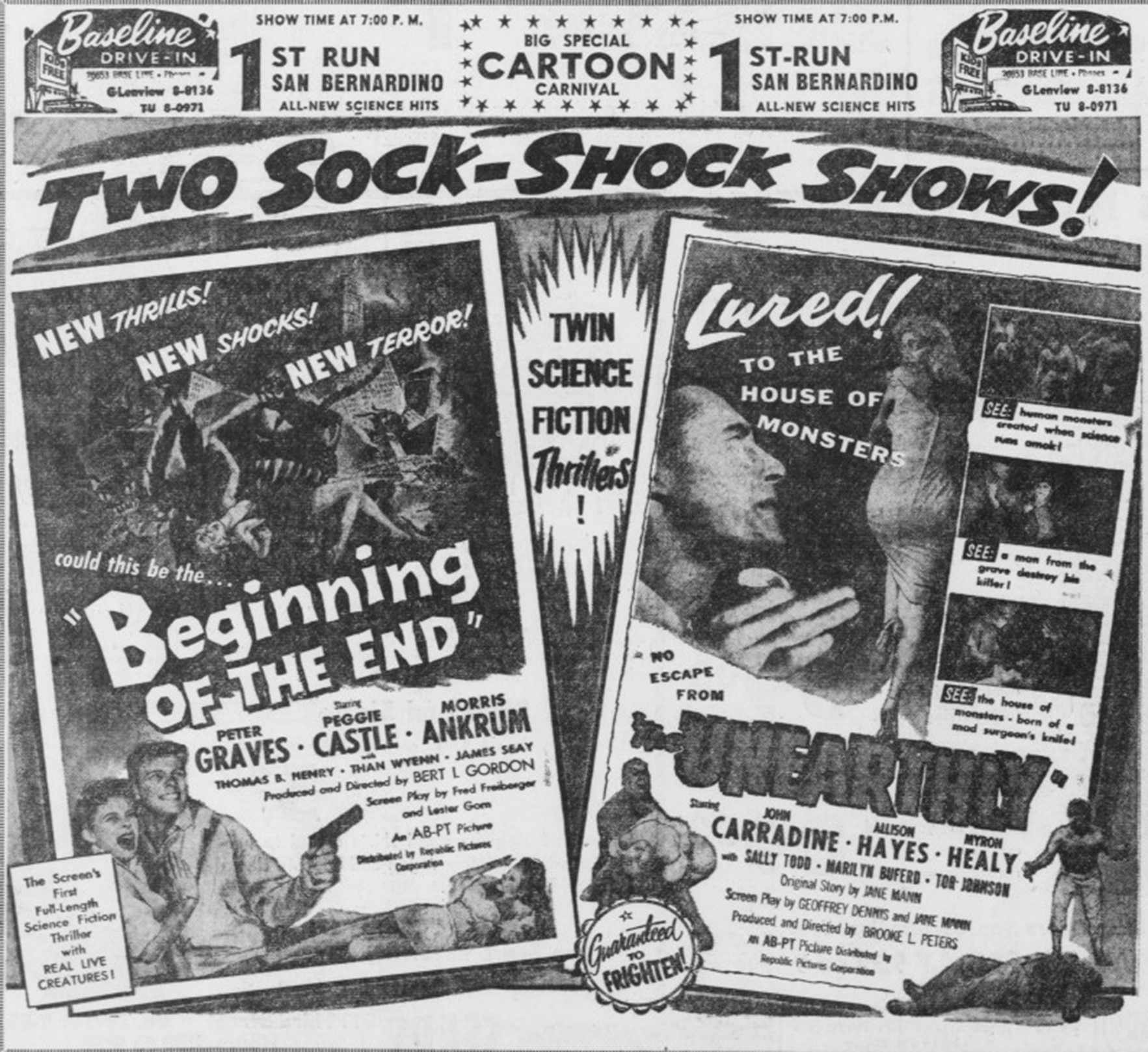
Pubblicità dei drive-in del 1957 di Beginning of the End e il film correlato, La casa dei mostri.

Beginning of the End venne finanziato dall'American Broadcasting-Paramount Theatres (AB-PT). La società era stata fondata nel febbraio 1953 quando l' 
American Broadcasting Company e l'United Paramount Theatres si fusero. Nel settembre 1956, l'AB-PT (a volte chiamata anche "Am-Par") annunciò la formazione di uno studio cinematografico e rivelò una serie di sei film all'anno nel gennaio 1957. L'attenzione dello studio era rivolta a lungometraggi a basso costo che potessero essere proiettati nei suoi cinema nel Nordest e nel Sud degli Stati Uniti. L'AB-PT sperava di espandersi a una serie annuale di 20 film e firmò un accordo di distribuzione con la Republic Pictures per portarli nei cinema.
Beginning of the End entrò in produzione nel 1956, il primo degli "anni del boom" per i film di fantascienza negli Stati Uniti. La sua produzione fu una conseguenza diretta del successo di Assalto alla Terra
Il 29 novembre 1956 la AB-PT annunciò di aver approvato la produzione del suo primo film, Beginning of the End e il 2 dicembre 1956 annunciò che la produzione sarebbe iniziata immediatamente. La società annunciò di aver assunto Bert I. Gordon, 34 anni, per dirigere e produrre il film.  Gordon aveva iniziato a lavorare come produttore supervisore per spot pubblicitari e programmi televisivi, aveva prodotto il suo primo lungometraggio (Serpent Island) nel 1954 e diretto il suo primo lungometraggio (King Dinosaur) nel 1955.
La storia era già stata realizzata, secondo i resoconti della stampa, con Variety che sosteneva che Bert I. Gordon aveva già completato la sceneggiatura. Fonti della stampa hanno notato che lo studio stava chiaramente tentando di trarre profitto dalla mania per i film di fantascienza. Tuttavia, la sceneggiatura finale è attribuita a Fred Freiberger (uno scrittore veterano di film di serie B) e Lester Gorn. La storia per lo schermo ha una sorprendente somiglianza con il romanzo del 1904 L'alimento divino di H. G. Wells (Gordon avrebbe adattato questo romanzo due volte, una volta per la Embassy Pictures nel film del 1965 Village of the Giants e di nuovo per l'American International Pictures nel film del 1976 Il cibo degli dei).
Il casting fu completato entro due settimane dall'inizio della produzione. Verso la fine di novembre, AB-PT disse che l'attrice Mala Powers era stata presa in considerazione per la protagonista femminile. Ma il 2 dicembre, lo studio rivelò che Peter Graves e Peggie Castle erano stati scelti come protagonisti. Tre giorni dopo, l'AB-PT annunciò che Don C. Harvey, Morris Ankrum, Pierre Watkin, Ralph Sanford e Richard Benedict si erano uniti al cast. Lo studio disse anche che Pat Dean, la sua scoperta "sexboat" (ed ex ballerina dell'hotel e casinò El Rancho Vegas a Las Vegas, Nevada) sarebbe apparsa anche nel film. Larry Blake, Duane Cress, James Douglas, Eileen Jannsen, John Kranston, Ann Loos e Jeanne Wood furono aggiunti al cast pochi giorni dopo. Ankrum, Henry e Seay furono scelti perché di solito interpretavano militari nei film di serie B, ruoli che interpretarono anche in Beginning of the End as well.

## Distribuzione
Beginning of the End venne presentato in anteprima a Chicago il 16 giugno 1957. Le star Peter Graves e Peggie Castle erano entrambe presenti alla première. Il film venne poi distribuito ampiamente in 244 cinema nel sud e nel midwest degli Stati Uniti il 20 giugno. Venne proiettato in doppia programmazione con La casa dei mostri (un film liberamente ispirato a L'isola delle anime perdute del 1932 e a Il sonno nero del dottor Satana del 1956), un'altra produzione AB-PT. Come previsto, fu distribuito dalla Republic Pictures.
C'è qualche discrepanza sulla durata del film. Alcune fonti citano 73 minuti, altre 74 minuti, e altre 76 minuti.
Beginning of the End si rivelò curiosamente un titolo profetico per il suo studio infatti l'AB-PT cessò la sua attività immediatamente dopo l'uscita del film, per ragioni mai chiarite. Il lavoro di Gordon per l'AB-PT gli fece ottenere un nuovo contratto con l'American International Pictures (AIP). La settimana in cui Beginning of the End uscì nei cinema, Gordon iniziò a girare, per l'AIP, il suo successivo lungometraggio, I giganti invadono la Terra.

## Accoglienza
Beginning of the End fu un successo modesto e redditizio per l'AB-PT. Ad esempio, nella sua prima settimana di programmazione a San Francisco, incassò 16.000 dollari, subito dietro al film più quotato della settimana per la zona, la riedizione di Bambi (che incassò 18.500 dollari). Il debutto del film a Los Angeles vide il suo incasso lordo raggiungere i 16.500 dollari, sebbene questo fosse un mercato cinematografico debole.